# Auburn Gresham

Situation d'Auburn Gresham dans la ville de Chicago

Auburn Gresham est l'un des 77 secteurs communautaires de la ville de Chicago aux États-Unis.